# Бегл
Бегл (фр. Bègles) насеље је и општина у југозападној Француској у региону Аквитанија, у департману Жиронда која припада префектури Бордо.
По подацима из 2011. године у општини је живело 25.119 становника, а густина насељености је износила 2521,99 становника/km². Општина се простире на површини од 9,96 km². Налази се на средњој надморској висини од 8 метара (максималној 18 m, а минималној 3 m).

## Демографија
| 1962.  | 1968.  | 1975.  | 1982.  | 1990.  | 1999.  | 2011.  |
| ------ | ------ | ------ | ------ | ------ | ------ | ------ |
| 24.388 | 27.330 | 25.680 | 23.318 | 22.604 | 22.475 | 25.119 |

График промене броја становника у току последњих година